# Psicologia política
La psicologia política és una branca de la psicologia que estudia les pràctiques comportamentals de contingut i funció polítics. S'origina als Estats Units i a Europa, fonamentada en la psicologia social i sociològica. A hores d'ara se la reconeix com a disciplina científica, els propòsits de la qual són tot allò relacionat amb la subjectivitat, la presa de decisions polítiques, i el seu estudi i tractament.
Segons Seoane (1988), citat en Garzón (1993) i en Ocampo (2013), la psicologia política es considera una àrea relativament nova de la psicologia, en què es conceben diversos desenvolupaments, dels criteris acadèmics (teories, mètodes i recerca), estructurals (institucionalització del camp), als més sociològics (científics que defineixen la matèria).

## Història
La psicologia política es remunta en el passat al francés Gustave Le Bon, que escrigué el primer estudi sistemàtic del tema al 1910 en la seua obra Psychologie politique. Per a Le Bon, la psicologia política era una ciència que podia evitar els freqüents i costosos errors polítics.
Tot i que no sembla sorgir com una disciplina completament autònoma fins a la dècada de 1970, el 1973 es publica el primer Manual de psicologia política, i el 1978 es funda la Societat Internacional de Psicologia Política (ISPP).

### Argentina
El 1989, la Universitat Nacional de San Luis realitzà una modificació d'estudis en la carrera de psicologia: canvià la matèria de Psicologia II per Psicologia Política a càrrec del doctor Ángel Rodríguez Kauth. Així s'hi abastaren diferents enfocaments com: anàlisi del discurs, religió, economia i altres. Gràcies a això, s'escrigueren més de cinquanta llibres i Rodríguez Kauth esdevingué un dels fundadors de la psicologia política llatinoamericana.
Des del 2008 els treballs acadèmics de Daniela Leytón Michovich han col·laborat a la branca de psicologia política, abordada a partir de la neurociència social, l'anàlisi de discurs, i la comprensió del conflicte social.
La primera connexió notable entre psicologia i política als Estats Units fou establerta per la Universitat de Chicago pel politòleg Charles Edward Merriam, que declarava la necessitat d'una ciència política científica en suport de la psicologia en el seu treball Psicopatologia i política. Harold Lasswell, deixeble de Merriam, amb els seus escrits esdevingué el fundador a Amèrica del Nord de la psicologia política com una branca acadèmica amb publicacions a partir del 1930 com Psychopathology and Politics
.
Altres consideren que la psicologia política nord-americana comença al 1924, amb la càtedra de Floyd Allport denominada Psicologia social i política a la Universitat de Syracuse, però n'atorguen els respectius crèdits a Merriam i a Lasswell.
Amb la influència de les aproximacions a la personalitat i la política, sorgeix al 1950 el que tal volta és l'obra més famosa sobre el tema a la Universitat de Califòrnia a Berkeley: The Authoritarian Personality, de Theodor Adorno, Else Frenkel-Brunswik, Daniel Levinson i Nevitt Sanford, un treball important per distingir la personalitat autoritària i les persones antidemocràtiques amb un simple qüestionari: l'Escala F.

## Àrees temàtiques
Una característica de la psicologia política és la seua heterogeneïtat temàtica. L'espectre pot abastar des de la clàssica personalitat del líder fins a la guerra nuclear, passant pel militarisme i el conflicte armat, les relacions internacionals, el terrorisme, els grups, el capteniment electoral, els mitjans de comunicació social, etc. Les orientacions principals se centren en quatre temes:
1. Recerques relacionades amb la problemàtica social,
2. Enfocaments en la interacció dels processos psicològics i polítics,
3. Estudis històrics sobre sociopolítica,
4. Anàlisi entre actors i institucions polítiques.

Així els psicòlegs estudien les variables culturals i les múltiples situacions de la vida política.

## Perspectives
La interdisciplinitat de la psicologia política genera múltiples perspectives en l'anàlisi dels fenòmens polítics:
1. Perspectiva psicosocial o psicosociològica: en té dues tendències, una de cognocitivista i una altra de comportamental.
2. Perspectiva psicoanalítica.
3. Perspectiva discursiva: amb dues tendències, una de pragmàtica i una altra de teòrica.
4. Perspectiva estructural i funcional.

### Perspectiva psicosocial
Es caracteritza per una anàlisi i teories provinents de la psicologia social. Hi domina la noció cognitivista, amb l'estudi dels processos enmig de la responsabilitat dels fenòmens polítics. Les funcions mitjanceres en variaran en complexitat, donant més o menys autonomia als subjectes actors o reactors.
És la perspectiva que predomina als Estats Units i Europa, on s'han produït molts estudis sobre actituds, creences, motivacions, etc. També ací es considera que el comportament polític pot, segons els seus antecedents i actituds, remuntar-se a la història i a la cultura i atorgar una base d'estabilitat a la representació social.
Els principals investigadors d'aquesta teoria es troben en la dècada de 1960 i expliquen els comportaments consistents que es familiaritzen en el context social en què es produeixen. En aquesta perspectiva no gaire ben perfilada, no es distingeix clarament l'objecte psicopolític dels fenòmens estudiats.

### Perspectiva psicoanalítica
Aquesta perspectiva també té importància als Estats Units i Europa, i s'enfoca cap als processos sociopolítics sobre els tòpics psicoanalistes establerts per Sigmund Freud. Fets traumàtics, memòria col·lectiva, estructures en la personalitat de dirigents polítics, explicacions de capteniments tant en masses com en individus són temes comuns d'aquesta perspectiva.
S'utilitzen eines d'anàlisis fonamentals per a aquesta perspectiva, com ara els processos i mecanismes de negació, repressió, inhibició, desplaçament, introjecció, catarsi, condensació...
Potser siga la perspectiva que més influència haja exercit des de la psicoanàlisi cap a la psicologia política. Es poden recordar treballs del mateix Freud sobre personatges històrics que serviran de models per a un treball posterior sobre el president Woodrow Wilson, així com els treballs d'Erik Erikson sobre Hitler, Martin Luter i Gandhi.
Així els personatges de la vida política s'analitzen de manera que les estructures de la seua personalitat i les seues activitats polítiques es confonen amb les autobiografies i altres dades històriques. Però a partir d'aquesta perspectiva es desenvoluparan en la dècada de 1940, unida a l'antropologia cultural amb una secció dedicada a la psicohistòria, els models de construcció psicopolítica.

### Perspectiva discursiva
En la variant discursiva trobem la posició teòrica sobre la qual la política és un discurs constructor de la realitat, sense distingir entre un míting polític i l'objecte en ells descrit. Així es distancia el discurs de la política en si.
És una perspectiva que no fa distincions entre el subjecte i la realitat ja que tots dos són al mateix costat, doncs la realitat és una construcció del subjecte en si. No n'hi ha mitjancers, només processos com descripcions o explicacions que es produeixen en el llenguatge.
Aquest corrent treballa sols en el discurs polític, entenent-lo com un rol determinant. El seu caràcter pragmàtic rauen l'ús dels signes lingüístics per part dels comunicadors.
Es poden trobar en aquest corrent postures cognitives o construccionistes, com les que parlen sobre les minories actives. La qüestió fonamental en aquesta segona posició serà l'anàlisi i la clarificació del text.
Aquesta perspectiva té una presència remarcable a Llatinoamèrica i a Europa.

### Perspectiva estructural i funcional
L'àmbit principal d'aquesta perspectiva és als Estats Units, i suposa l'organització dels individus en un patró o un sistema de relacions entre pensament, llenguatge i acció que integra coneixements, intencions, disposicions a l'acció i comportaments polítics. A més s'estableixen connexions entre comportaments polítics i formes d'organització econòmiques o socials.
Es considera que l'assumpció de riscs en les decisions preses sent conscients i racionals es dona perquè les persones avaluen els resultats dels seus actes en relació amb un punt de referència previ. Implica una anàlisi de costs i beneficis que comporta evitar riscs en relació amb possibles pèrdues o guanys.
Pel que fa a l'actor social, afirma que les persones orientaran les seues metes reflectint els seus interessos personals. A més, aquests actors tenen una gran quantitat d'informació sobre alternatives disponibles i sobre possibles conseqüències de les seues accions. Així, tant els processos avaluadors com els racionals se'n fonamenten en els beneficis, i donen la base en aquest raonament per a l'anomenat clientelisme polític.